# 小行星5891
小行星5891（5891 Gehrig）是一颗绕太阳运转的小行星，为主小行星带小行星。该小行星于1981年9月22日发现。

## 轨道参数
小行星5891的轨道半长轴为2.4356148 UA，离心率为0.131。